# Велья (приток Малой Сестры)
Ве́лья — река в Московской области России, левый приток реки Малой Сестры.
Берёт начало к югу от деревни Елгозино Клинского района, устье — в 4 км выше рыборазводных прудов на Малой Сестре, у границы Завидовского заповедника.
Длина — около 10 км. Равнинного типа. Питание преимущественно снеговое. Замерзает в ноябре — начале декабря, вскрывается в конце марта — апреле.
Почти на всем протяжении Велья протекает по полям и лугам, и лишь в низовьях около 3 км — по густому заболоченному хвойному лесу. Много зверя, птицы и рыбы.